# MBC FM4U
MBC FM4U는 대한민국의 방송국 문화방송의 대중음악, 연예오락 전문 라디오 채널이다. 1970년 4월 15일에 부산문화방송에서 개국해, 1971년 9월 19일에 문화방송에서 개국하였다. 여기에서 유래하여 MBC FM4U의 수도권 주파수는 91.9㎒이다.

## 개요
FM4U라는 명칭은 2001년 가을 개편 때부터 시작되었으며 뜻은 FM4U의 4는 원래 For인데, For과 Four는 발음이 같으므로 For를 4로 줄인 것이다. 또한 U 역시 당신을 뜻하는 단어 You와 발음이 같아서 줄인 것이다. 즉, FM4U는 FM for you(→당신을 위한 FM)의 뜻을 지닌다.
주로 연예오락, K-pop, 클래식 음악, 팝 음악 등이 방송된다. 특히 전국적으로 방송망이 구축되는 점이 강점이다. 중소도시와 교외 등지의 청년층에서 KBS 제2라디오와 함께 인지도가 가장 높은 대한민국 라디오 채널이다.
각 프로그램에는 편지와 엽서뿐 아니라 50원의 정보이용료가 부과되는 휴대전화 문자(단문(SMS) 50원, 장문/사진(MMS) 100원), 인터넷 라디오 미니(무료), 모바일 미니 앱(무료)의 방법을 통해 방송에 참여할 수 있다.
수도권에서는 오전 6시 57분부터 오후 9시 57분까지 57분 교통정보를 방송하며 매 주말마다 매 30분에 주말 1분 정보로 날씨와 교통정보가 제공된다. 일부 지역의 문화방송 계열 방송국은 캠페인 광고 등 별도 광고를 내보낸다.
2014년 8월 4일 0시를 기점으로 여의도 구사옥에서의 정규 방송이 모두 종료되고, 상암동 신사옥에서 정규 방송 송출이 시작되었다.
서울 본사 송신소는 개국 이래 남산 송신소에 위치하였다. 이 때문에 경기도 남부, 북부 지역의 수신이 나쁘고, 서울 인근 일부 지역에서는 관악산 송신 전파보다 좋은 경우가 있었다. 이후 2016년 11월 27일에 관악산 송신소로의 이전을 위한 시험 방송이 실시되었으며, 2016년 12월 5일 정기정파를 기점으로 일주일간 관악산 송신소의 시험 방송 송출이 실시되었다. 2016년 12월 19일에 송신소를 남산에서 관악산으로 이전하였다.

## 연혁
- 1970년 4월 15일 - 부산문화방송에서 개국.
- 1971년 9월 19일 - 문화방송에서 MBC FM(91.9㎒)으로 개국.
- 1983년 - MBC FM 출력 증강(1㎾ → 10㎾). 지방 계열사의 FM 방송 개국 시작.
- 1986년 - MBC FM 전국화.
- 1988년 - 부분적 종일방송 실시.[4]
- 1995년 - 종일방송 전면 개시.
- 1996년 4월 2일 - FM 음악도시 방송 시작.
- 2001년 9월 19일 - MBC FM4U로 채널명 변경.
- 2014년 8월 4일 - 여의도 구사옥 라디오국 FM4U 방송 송출 종료, 상암 신사옥 라디오국 FM4U 방송 송출 시작.
- 2016년 11월 27일 - 남산 송신소에서 관악산 송신소로 이전을 위한 시험 방송 실시.
- 2016년 12월 5일 - 관악산 송신소 이전을 위해 오전 3시부터 일주일간 정파를 실시.
- 2016년 12월 19일 - 공식적으로 송신소를 남산에서 관악산으로 이전.
- 2017년 8월 27일 - 전국언론노동조합 소속 문화방송 라디오 PD들이 8월 28일부터 제작을 거부함에 따라 FM4U의 모든 프로그램이 중단되었으며, BGM 음악방송으로 대체 편성.
- 2017년 8월 31일 - 부장급 PD진의 투입으로 이루마의 골든디스크, 배철수의 음악캠프 등 5개 프로그램이 파행 방송으로 재개.
- 2017년 9월 4일 - 부장급 PD진까지 언론노조 총파업에 일제히 참여함에 따라 방송이 완전히 중단됐으며, '라디오 음악여행'으로 대체.
- 2017년 11월 20일 - 언론노조의 파업이 종료되면서 라디오 정규방송 재개.

## 방송 프로그램 편성표
2025년 7월 7일 기준
| 방송 시간           | 프로그램                                                                                        | 타 지역 문화방송 네트워크국 중계 여부 | 타 지역 문화방송 네트워크국 중계 여부 | 타 지역 문화방송 네트워크국 중계 여부 | 타 지역 문화방송 네트워크국 중계 여부 | 타 지역 문화방송 네트워크국 중계 여부 | 타 지역 문화방송 네트워크국 중계 여부 | 타 지역 문화방송 네트워크국 중계 여부 | 타 지역 문화방송 네트워크국 중계 여부 | 타 지역 문화방송 네트워크국 중계 여부 | 타 지역 문화방송 네트워크국 중계 여부 | 타 지역 문화방송 네트워크국 중계 여부 | 타 지역 문화방송 네트워크국 중계 여부 | 타 지역 문화방송 네트워크국 중계 여부 |
| 방송 시간           | 프로그램                                                                                        | 강원영동·춘천·원주                    | 안동                                  | 부산                                  | 여수                                  | 목포                                  | 전주                                  | 대구                                  | 대구                                  | 포항                                  | 광주                                  | 울산·경남(진주·창원)·대전             | 제주                                  | 충북(청주·충주)                       |
| ------------------- | ----------------------------------------------------------------------------------------------- | ------------------------------------- | ------------------------------------- | ------------------------------------- | ------------------------------------- | ------------------------------------- | ------------------------------------- | ------------------------------------- | ------------------------------------- | ------------------------------------- | ------------------------------------- | ------------------------------------- | ------------------------------------- | ------------------------------------- |
| 05:00               | K팝 투데이                                                                                      | 전국방송                              | 전국방송                              | 전국방송                              | 전국방송                              | 전국방송                              | 전국방송                              | 전국방송                              | 전국방송                              | 전국방송                              | 전국방송                              | 전국방송                              | 전국방송                              | 전국방송                              |
| 06:00               | 세상을 여는 아침 이영은입니다                                                                   | 전국방송                              | 전국방송                              | 전국방송                              | 전국방송                              | 전국방송                              | 전국방송                              | 전국방송                              | 전국방송                              | 전국방송                              | 전국방송                              | 전국방송                              | 전국방송                              | 전국방송                              |
| 07:00               | 굿모닝FM 테이입니다                                                                             | O                                     | O                                     | O                                     | O                                     | O                                     | X                                     | X                                     | X                                     | X                                     | O                                     | 평일 X 주말 O                         | O                                     | O                                     |
| 09:00               | 오늘아침 윤상입니다                                                                             | 전국방송                              | 전국방송                              | 전국방송                              | 전국방송                              | 전국방송                              | 전국방송                              | 전국방송                              | 전국방송                              | 전국방송                              | 전국방송                              | 전국방송                              | 전국방송                              | 전국방송                              |
| 10:56, 19:56, 21:56 | 잠깐만                                                                                          | 전국방송                              | 전국방송                              | 전국방송                              | 전국방송                              | 전국방송                              | 전국방송                              | 전국방송                              | 전국방송                              | 전국방송                              | 전국방송                              | 전국방송                              | 전국방송                              | 전국방송                              |
| 11:00               | 안녕하세요 이문세입니다                                                                         | X                                     | O                                     | X                                     | O                                     | 월요일 ~ 목요일, 주말: O, 금요일 : X  | O                                     | O                                     | O                                     | O                                     | O                                     | O                                     | 평일 X 주말 O                         | O                                     |
| 12:00               | 정오의 희망곡 김신영입니다                                                                      | X                                     | X                                     | X                                     | O                                     | O                                     | O                                     | X                                     | X                                     | X                                     | 평일 X 주말 O                         | 평일 X 주말 O                         | O                                     | 평일 X 주말 O                         |
| 14:00               | 두시의 데이트 안영미입니다                                                                      | 전국방송                              | 전국방송                              | 전국방송                              | 전국방송                              | 전국방송                              | 전국방송                              | 전국방송                              | 전국방송                              | 전국방송                              | 전국방송                              | 전국방송                              | 전국방송                              | 전국방송                              |
| 16:00               | 완벽한 하루 이상순입니다                                                                        | X(저녁 5시 57분에 자체 방송 종료)     | X(저녁 5시 57분에 자체 방송 종료)     | O                                     | 평일 X 주말 O                         | O                                     | O                                     | X(저녁 5시 57분에 자체 방송 종료)     | O                                     | O                                     | O                                     | O                                     | O                                     | O                                     |
| 18:00               | 배철수의 음악캠프 (전주만 일부 지역 자체방송)                                                   | O                                     | O                                     | O                                     | O                                     | O                                     | X                                     | O                                     | O                                     | O                                     | O                                     | O                                     | O                                     | O                                     |
| 20:00               | 윤태진의 FM데이트                                                                               | 전국방송                              | 전국방송                              | 전국방송                              | 전국방송                              | 전국방송                              | 전국방송                              | 전국방송                              | 전국방송                              | 전국방송                              | 전국방송                              | 전국방송                              | 전국방송                              | 전국방송                              |
| 22:00               | 김이나의 별이 빛나는 밤에                                                                       | 전국방송                              | 전국방송                              | 전국방송                              | 전국방송                              | 전국방송                              | 전국방송                              | 전국방송                              | 전국방송                              | 전국방송                              | 전국방송                              | 전국방송                              | 전국방송                              | 전국방송                              |
| 00:00               | 친한친구 이현입니다 (월 ~ 목) 친한친구 방송반 (금) 아이돌 라디오 시즌 4 (토) 스포왕 고영배 (일) | 전국방송                              | 전국방송                              | 전국방송                              | 전국방송                              | 전국방송                              | 전국방송                              | 전국방송                              | 전국방송                              | 전국방송                              | 전국방송                              | 전국방송                              | 전국방송                              | 전국방송                              |
| 02:00               | FM 영화음악 김세윤입니다                                                                        | 전국방송                              | 전국방송                              | 전국방송                              | 전국방송                              | 전국방송                              | 전국방송                              | 전국방송                              | 전국방송                              | 전국방송                              | 전국방송                              | 전국방송                              | 전국방송                              | 전국방송                              |
| 03:00               | 음악의 발견                                                                                     | 전국방송                              | 전국방송                              | 전국방송                              | 전국방송                              | 전국방송                              | 전국방송                              | 전국방송                              | 전국방송                              | 전국방송                              | 전국방송                              | 전국방송                              | 전국방송                              | 전국방송                              |
| 04:55               | 여기는 MBC-FM                                                                                   | 전국방송                              | 전국방송                              | 전국방송                              | 전국방송                              | 전국방송                              | 전국방송                              | 전국방송                              | 전국방송                              | 전국방송                              | 전국방송                              | 전국방송                              | 전국방송                              | 전국방송                              |

비고
- 매달 첫째 주 월요일은 오전 2시부터 오전 4시 55분까지 방송 조정(상태 점검)을 위하여 방송이 중지되며, 애국가가 울려퍼진 이후에는 오전 5시까지 아무 소리도 나오지 않는 지역이 많다.[6]
- 정오의 희망곡 김신영입니다는 수도권과 목포, 여수, 전주, 제주, 광주[7], 울산[7], 경남[7], 대전[7], 충북[7]에서 청취가 가능하다.
- 수도권 뿐 아니라 춘천, 원주, 강원영동, 대구, 안동, 포항, 전주, 부산은 정오의 희망곡을 제외한 일부 프로그램은 그대로 송출된다.
- K팝 투데이, 세상을 여는 아침 이영은입니다, 오늘아침 윤상입니다, 두시의 데이트 안영미입니다, 윤태진의 FM데이트, 김이나의 별이 빛나는 밤에, 친한친구 이현입니다, 친한친구 방송반, 아이돌 라디오 시즌 4, 스포왕 고영배, FM 영화음악 김세윤입니다, 음악의 발견은 모두 전국방송이다.
- 굿모닝FM 테이입니다, 안녕하세요 이문세입니다, 정오의 희망곡 김신영입니다, 완벽한 하루 이상순입니다, 배철수의 음악캠프는 모두 일부 지역 자체 방송이다.
- 단, 밤과 새벽 시간은 모두 전국방송이다.

## 방송 시간
| 연도          | 방송 시작 시간 | 방송 종료 시간 | 비고             |
| ------------- | -------------- | -------------- | ---------------- |
| 1970년~1988년 | 06:00          | 01:00          |                  |
| 1988년~1994년 | 05:00          | 02:00(일요일)  | 24시간 방송 체계 |
| 1995년~현재   | 05:00          | 04:55          | 24시간 방송 체계 |

## 폐지 프로그램
- FM 아침의 행진 (1974년 10월 1일 ~ 1988년 3월 31일)
- FM모닝쇼 (1988년 4월 1일 ~ 2003년 4월 13일)
- 밤의 디스크쇼 (1971년 9월 19일 ~ 1999년 3월 31일) → 2023년 11월 20일부터 MBC 표준FM에서 부활
- 천지창조(天地創造) (라디오 드라마, 1972년 9월 19일)
- 가정음악실 (1974년 10월 1일 ~ 1989년 10월 15일)
- 박원웅과 함께 (1974년 10월 1일 ~ 1987년 9월 30일)
- 젊음은 가슴마다 (1974년 10월 1일 ~ 1989년 4월 9일)
- 젊음의 음악캠프 → 1990년 3월 19일부터 〈배철수의 음악캠프〉로 변경
- 나의 음악실 (1970년대 초중반 ~ 1993년)
- 음악의 산책 (시작 시기 미상 ~ 1992년)
- 한밤의 데이트 (1981년 4월 1일 ~ 종영 시기 미상)
- 팝스퍼레이드 (1981년 4월 1일 ~ 1990년대 중반)
- 음악의 세계일주 (일요일 방송, 1984년 10월 15일 ~ 1985년 4월 7일)
- 디스크 콘서트 (일요일 방송, 1984년 10월 15일 ~ 종영 시기 미상)
- 명화극장 (일요일 방송, 1984년 10월 15일 ~ 종영 시기 미상)
- FM 스페셜 콘서트 (1985년 4월 8일 ~ 종영 시기 미상)
- 0시의 데이트 (1984년 4월 4일 ~ 1990년대 초반)
- 청소년 음악회 (1984년 4월 4일 ~ 종영 시기 미상)
- 아침의 음악산책 (1987년 4월 1일 ~ 종영 시기 미상)
- 추억의 인기가요 (1987년 4월 1일 ~ 1988년 10월 23일)
- FM은 내 친구 (1987년 4월 1일 ~ 1995년 10월)
- 음악과 인생 (1987년 4월 1일 ~ 1989년 10월 15일)
- 국악의 샘터 (일요일 방송, 1987년 10월 1일 ~ 종영 시기 미상)
- 명곡의 오솔길 (1987년 10월 1일 ~ 종영 시기 미상)
- 일요일을 즐겁게 (일요일 방송, 1988년 4월 1일 ~ 종영 시기 미상)
- 음악야화 (일요일 방송, 1988년 4월 1일 ~ 종영 시기 미상)
- 팝스 투나잇 (1988년 4월 1일 ~ 1990년대)
- 새벽의 찬가 (1988년 4월 1일 ~ 종영 시기 미상)
- 가요응접실 (1989년 4월 10일 ~ 2005년 4월 24일)
- 시와 음악의 만남 (1989년 4월 10일 ~ 종영 시기 미상)
- 오디오정보 (오디오 기기 사용법을 1일 2회 방송, 1989년 4월 10일 ~ 종영 시기 미상)
- 음악이 흐르는 밤에 (1989년 4월 10일 ~ 1991년 3월 31일)
- 음악살롱 (1989년 10월 16일 ~ 2004년 10월 24일)
- 우리 멋 우리가락 (1989년 10월 ~ 1990년대)
- FM 콘서트홀 (1989년 ~ 1990년대)
- 아침의 찬가 (1980년대)
- 세계민요기행 (1990년 4월 16일 ~ 종영 시기 미상)
- 음악에세이 - 살며 노래하며 (1990년 4월 16일 ~ 1991년 3월 31일)
- FM 서곡 (시작 시기 미상 ~ 1991년 3월 31일)
- 가곡의 산책 (시작 시기 미상 ~ 1991년 3월 31일)
- 음악에세이 - 사랑이 있는 곳에 (1991년 4월 1일 ~ 종영 시기 미상)
- 축하합니다 (5분 편성, 1991년 4월 1일 ~ 1992년)
- 축하노래 (1일 2회 1분씩 편성, 1991년 4월 1일 ~ 종영 시기 미상)
- 금주의 인기가요 20 (1991년 4월 1일 ~ 종영 시기 미상)
- 음악이 있는 곳에 - 신인 DJ 무대 (일요일 방송, 1991년 10월 1일 ~ 종영 시기 미상)
- 세계의 음악기행 (1991년)
- 조용필의 나이트쇼 (1991년 10월 1일 ~ 1992년)
- 건강정보 (1992년 4월 1일 ~ 종영 시기 미상)
- FM 1분 소식 (1993년 10월 11일 ~ 종영 시기 미상)
- 손석희가 여는 아침 (1994년 10월 10일 ~ 종영 시기 미상)
  - 최재혁이 여는 아침 (시작 시기 미상 ~ 1997년 9월 30일)
  - 김태희가 여는 아침 (1997년 10월 1일 ~ 종영 시기 미상)
- 문화가이드 (1994년 10월 10일 ~ 1997년 4월 6일)
- FM 음악세상
- FM 음악도시 (1996년 4월 2일 ~ 2006년 4월 23일, 2011년 6월 1일 ~ 2014년 4월 20일)
- 자유지대 (1999년 4월 1일 ~ 종영 시기 미상)
- 클래식은 아름다워 (1999년 4월 1일 ~ 종영 시기 미상)
- 깊은 밤엔 ROCK이 좋다 (1999년 4월 1일 ~ 2003년)
- 국악으로 여는 아침 (일요일 방송, 1999년 4월 1일 ~ 종영 시기 미상)
- 클릭! 1020 (2000년 ~ 2001년 10월 14일)
- 더블임팩트 (2001년 10월 15일 ~ 2003년 4월 13일)
- 라디오천국 (2001년 10월 15일 ~ 2003년 10월 19일)
- FM Top 40 (2001년 10월 15일 ~ 2002년)
- 월드뮤직 (2001년 10월 15일 ~ 2004년 4월 26일)
- FM 플러스 (2000년 ~ 2001년)
- All That Music (2002년 10월 1일 ~ 2005년 4월 24일)
- 셰인, 김경화의 Okey-Dokey (2002년 10월 1일 ~ 2003년)
- 김정화의 Music 4U (2002년 10월 1일 ~ 2003년 10월 19일)
- 박소현의 Feel So Good (2003년)
- 고스트네이션 (2003년 10월 20일 ~ 2005년 4월 24일) → 표준FM으로 방송 이관
  - 고스트스테이션 (2011년 5월 10일 ~ 2012년 10월 22일)
- 봉태규 스타일 (2004년 4월 27일 ~ 10월 24일)
  - 김C 스타일 (2004년 10월 25일 ~ 2005년 10월 23일)
- 뮤직스트리트 (2005년 4월 25일 ~ 2011년 5월 9일)
- 펀펀라디오 (2006년 4월 24일 ~ 2008년 4월 6일)
- 라디오 데이즈 (2008년 4월 7일 ~ 2009년 4월 19일)
- 음악동네 (2009년 4월 20일 ~ 2012년 10월 21일)
- 하이파이브 (2009년 4월 20일 ~ 2012년 10월 21일)
- 클래식 공감 (2006년 10월 30일 ~ 2009년 4월 19일, 2011년 10월 28일 ~ 2012년 10월 22일)
- Playlist 김나진입니다 (2011년 5월 9일 ~ 10월 23일)
- K의 즐거운 사생활 (2012년 10월 23일 ~ 2014년 11월 17일)
- 심야 라디오 DJ를 부탁해 (2014년 11월 18일 ~ 2016년 9월 26일)
- 정오의 희망곡 (1971년 9월 19일 ~ 2009년 4월 19일) → 2010년 10월 18일 부활
- 현영의 뮤직파티 (2009년 4월 20일 ~ 2010년 10월 17일)
- 영화음악 (1983년 ~ 2004년 4월 26일, 2006년 10월 31일 ~ 2013년 3월 24일, 2013년 9월 2일 ~ 2018년 4월 8일)
- FM 데이트 (1992년 11월 2일 ~ 1999년, 2013년 9월 2일 ~ 2018년 4월 8일) → 2023년 11월 20일 부활
- FM TOP 40
- 음악의 숲 정승환입니다 (2018년 4월 9일 ~ 2020년 5월 10일)
- 비포 선라이즈 (2013년 3월 25일 ~ 2013년 8월 30일, 2014년 11월 17일 ~ 2020년 5월 10일)
- 우연한 하루 김수지입니다 (2020년 5월 12일 ~ 2020년 11월 16일)
- FM 골든디스크 (1991년 4월 1일 ~ 2022년 3월 27일) → 2023년 11월 20일부터 MBC 표준FM에서 부활
- 꿈꾸는 라디오 (2007년 10월 15일 ~ 2011년 5월 31일, 2014년 4월 21일 ~ 2022년 3월 27일)
- 오후의 발견 (2005년 4월 25일 ~ 2009년 4월 19일, 2012년 10월 22일 ~ 2022년 5월 29일)
- 푸른밤 (2005년 10월 25일 ~ 2023년 11월 18일)
- 신혜림의 JUST POP (2019년 4월 1일 ~ 2023년 11월 19일)
- 4시엔 (2022년 5월 30일 ~ 2024년 11월 3일)
- 브런치카페 (2022년 3월 28일 ~ 2025년 7월 6일)

## 지역 편성 시간
- 전국방송 프로그램 송출시간에는 모든 지역 방송국에서 자체 방송을 일제히 보내지 않으므로 해당 특정 시간 프로그램은 제외하며, 자체 프로그램이 없는 하프타임에도 지역방송 시스템은 다음 방송 준비를 위해 운용 중이기 때문에 대기시간 역시 편성시간에 포함된다.

| 지역 방송국          | 편성 시간                                                          | 비고               |
| -------------------- | ------------------------------------------------------------------ | ------------------ |
| 부산                 | 오전 11:00 ~ 낮 12:00, 낮 12:00 ~ 오후 1:57                        |                    |
| 원주, 춘천, 강원영동 | 오전 11:00 ~ 낮 12:00, 낮 12:00 ~ 오후 1:57, 오후 4:00 ~ 저녁 5:57 |                    |
| 안동                 | 낮 12:00 ~ 오후 1:57, 오후 4:00 ~ 저녁 5:57                        |                    |
| 대구                 | 아침 7:00 ~ 8:57, 낮 12:00 ~ 오후 1:57, 오후 4:00 ~ 저녁 5:57      |                    |
| 전주                 | 아침 7:00 ~ 8:57, 저녁 6:00 ~ 7:57                                 |                    |
| 포항                 | 아침 7:00 ~ 8:57, 낮 12:00 ~ 오후 1:57                             |                    |
| 목포                 | 오전 11:00 ~ 11:57                                                 | 금요일만 자체 방송 |
| 제주                 | 오전 11:00 ~ 11:57                                                 | 평일만 자체 방송   |
| 충북, 광주           | 낮 12:00 ~ 오후 1:57                                               | 평일만 자체 방송   |
| 여수                 | 오후 4:00 ~ 저녁 5:57                                              | 평일만 자체 방송   |
| 대전                 | 아침 7:00 ~ 8:57, 낮 12:00 ~ 오후 1:57                             | 평일만 자체 방송   |

## FM4U의 전/현직 DJ들[9]

### 현재 진행하는 DJ들
| 진행자 | 현재 진행 프로그램                    | 이전 진행 프로그램                                                                                            |
| ------ | ------------------------------------- | --- |
| 이영은 | 세상을 여는 아침 이영은입니다         | |
| 테이   | 굿모닝FM 테이입니다                   | 꿈꾸는 라디오 (2015년 11월 16일 ~ 2018년 4월 8일)                                                             |
| 윤상   | 오늘아침 윤상입니다                   | 밤의 디스크쇼, 음악살롱                                                                                       |
| 이문세 | 안녕하세요 이문세입니다               | 두시의 데이트 (1997년 4월 7일 ~ 2000년 10월 15일), 오늘아침 이문세입니다 (2004년 10월 25일 ~ 2011년 3월 31일) |
| 김신영 | 정오의 희망곡 김신영입니다            | 심심타파 (표준FM, 2007년 10월 15일 ~ 2010년 4월 25일)                                                         |
| 안영미 | 두시의 데이트 안영미입니다            | 두시의 데이트 뮤지, 안영미입니다 (2019년 9월 30일 ~ 2023년 4월 16일)                                          |
| 이상순 | 완벽한 하루 이상순입니다              | |
| 배철수 | 배철수의 음악캠프                     | 젊음의 찬가 (1980년)                                                                                          |
| 윤태진 | 윤태진의 FM데이트                     | |
| 김이나 | 김이나의 별이 빛나는 밤에             | 밤편지 (표준FM, 2019년 4월 1일 ~ 2020년 5월 10일)                                                             |
| 이현   | 친한친구 이현입니다 (월요일 ~ 목요일) | |
| 선우   | 아이돌 라디오 시즌 4 (토요일)         | |
| 고영배 | 스포왕 고영배 (일요일)                | |
| 김세윤 | FM 영화음악 김세윤입니다              | |

### 과거 진행했던 DJ들
- 간미연 - 친한친구 (2011년 10월 24일 ~ 2012년 10월 21일)
- 강다솜 - 하이파이브 (2012년 7월 23일 ~ 2012년 10월 21일), 세상을 여는 아침 (2012년 10월 22일 ~ 2013년 9월 1일), FM 데이트 (2013년 9월 2일 ~ 2014년 4월 11일)
- 강석 - 젊음의 음악캠프 (1980년대)
- 강영은 - 시와 음악의 만남 (1989년 4월 ~ 1990년 4월), 음악이 흐르는 밤에 (1990년 4월 ~ 하차 시기 미상)
- 강인 - 강인, 조정린의 친한친구 (2007년 4월 30일 ~ 2008년 4월 6일) / 강인, 태연의 친한친구 (2008년 4월 7일 ~ 2009년 4월 19일)
- 강지영 - 브런치카페 (2025년 6월 9일 ~ 6월 22일)
- 고소영 - FM 데이트 (1993년 10월 11일 ~ 1994년 10월 9일)
- 권인하 - FM모닝쇼 (1990년 3월 19일 ~ 1991년 4월 21일)
- 길안자 - 정오의 희망곡 (1970년대)
- 길용우 - FM모닝쇼 (1991년 4월 22일 ~ 1993년 3월 31일)
- 길은정 - 정오의 희망곡 (1989년 10월 ~ 1994년)
- 김경화 - 김경화, 쉐인의 오키도키 (2002년 10월 1일 ~ 2003년)
- 김기덕 PD - FM 골든디스크 (1998년 4월 13일 ~ 2010년 4월 25일), 두시의 데이트 (1978년 10월 ~ 1995년 1월, 1996년 4월 1일 ~ 1997년 4월 6일)
- 김나진 - Playlist 김나진입니다 (2011년 5월 9일 ~ 10월 23일)
- 김미숙 - 음악살롱 (1989년 10월 16일 ~ 1992년 4월 5일)
- 김민호 - 굿모닝FM (주말) (2021년 6월 26일 ~ 2023년 5월 14일)
- 김범수 - 꿈꾸는 라디오 (2009년 11월 2일 ~ 2010년 10월 17일)
- 김상혁 - 김상혁, 조정린의 친한친구 (2004년 4월 26일 ~ 2005년 4월 10일)
- 김상호 - 음악세상
- 김성령 - 음악살롱 (1995년 4월 23일 ~ 하차 시기 미상)
- 김성주 - 굿모닝FM (2003년 4월 14일 ~ 2007년 4월 22일, 2008년 10월 13일 ~ 2009년 4월 12일)
- 김소영 - 비포 선라이즈 (2013년 3월 25일 ~ 8월 31일), FM 영화음악 (2013년 9월 2일 ~ 11월 30일)
- 김수정 - 아침의 찬가 (1989년 10월 ~ 하차 시기 미상)
- 김수지 - Before Sunrise (2018년 10월 9일 ~ 2020년 5월 11일), 우연한 하루 (2020년 5월 12일 ~ 2020년 11월 16일)
- 김완태 - 깊은 밤엔 ROCK이 좋다 (시작 연도 미상 ~ 2003년), 세상을 여는 아침 (2003년 10월 20일 ~ 2005년 4월 24일)
- 김원희 - 정오의 희망곡 (2001년 4월 9일 ~ 2003년 11월 27일), 오후의 발견 (2005년 4월 25일 ~ 2007년 4월 22일)
- 김원구 - 음악야화 (1988년)
- 김윤아 - 밤의 디스크쇼 (1998년 10월 12일 ~ 1999년 3월 31일)
- 김정현 - 세상을 여는 아침 (2020년 5월 11일 ~ 2022년 3월 27일)
- 김정화 - 뮤직포유 (2002년 10월 1일 ~ 2003년 10월 19일)
- 김제동 - 굿모닝FM (2018년 4월 9일 ~ 2019년 9월 29일)
- 김지은 - FM 음악세상, FM은 내 친구 (1993년 4월 1일 ~ 하차 시기 미상)
- 김진표 - 라디오천국 (2001년 10월 15일 ~ 2002년)
- 김창완 - FM 골든디스크 (1993년 10월 11일 ~ 1998년 4월 12일)
- 김초롱 - 세상을 여는 아침 (2018년 2월 5일 ~ 2020년 5월 10일)
- 김태훈 - K의 즐거운 사생활 (2012년 10월 23일 ~ 2014년 11월 17일)
- 김현경 - 새벽의 찬가 (1989년 4월 ~ 하차 시기 미상)
- 김현정 - 정오의 희망곡 (2000년 ~ 2001년 4월 8일)
- 김현주 - FM모닝쇼 (1993년 4월 1일 ~ 1997년 4월 6일), 음악살롱 (1996년 4월 1일 ~ 1997년 4월)
- 김현주 - FM 데이트 (1999년)
- 김현철 - 밤의 디스크쇼 (1994년 4월 4일 ~ 1997년 4월 6일)[10], 오후의 발견 (2007년 4월 23일 ~ 2008년 4월 6일, 2013년 9월 2일 ~ 2018년 10월 7일), FM 골든디스크 (2019년 4월 1일 ~ 2022년 3월 27일)
- 김형중 - 라디오천국 (2003년 4월 14일 ~ 10월 19일)
- 김혜성 - 일요일을 즐겁게 (남성훈/김혜성, 1988년)
- 김효진 - 정오의 희망곡 (2008년 9월 ~ 2009년 4월 19일)
- 김C - 음악살롱 (2003년 11월 ~ 2004년 10월), 김C 스타일 (2004년 10월 25일 ~ 2005년 10월 23일)
- 나경은 - 뮤직스트리트 3부 (2005년 10월 24일 ~ 2006년 4월 24일)
- 남성훈 - 일요일을 즐겁게 (남성훈/김혜성, 1988년)
- 노영심 - 음악살롱 (1997년 4월 ~ 9월 30일)
- 노홍철 - 친한친구 (2010년 5월 10일 ~ 2011년 10월 23일), 굿모닝FM (2016년 5월 30일 ~ 2017년 12월 31일)
- 라영욱 - 정오의 희망곡 (1970년대 후반)
- 레이디 제인 - FM 데이트 (2014년 4월 12일 ~ 5월 11일)
- 로이킴 - 로이킴, 정준영의 친한친구 (2013년 5월 6일 ~ 8월 18일)
- 류수민 - 세상을 여는 아침 (2005년 4월 25일 ~ 2005년 10월 23일)
- 문지애 - 뮤직스트리트 2부 (2007년 4월 23일 ~ 2008년 4월 6일), 뮤직스트리트 (2008년 4월 7일 ~ 2009년 4월 13일), 푸른밤 (2009년 4월 14일 ~ 2010년 10월 18일), 굿모닝FM (2018년 1월 1일 ~ 2018년 2월 4일)
- 문채원 - 브런치카페 (2025년 6월 23일 ~ 6월 29일)
- 문희준 - 더블 임팩트 (2001년 10월 15일 ~ 2002년)
- 뮤지 - 두시의 데이트 (2019년 9월 30일 ~ 2023년 4월 16일)
- 박경 - 꿈꾸는 라디오 (2019년 4월 1일 ~ 2020년 4월 26일)
- 박경림 - 두시의 데이트 (2013년 6월 10일 ~ 2016년 9월 25일), 브런치카페 (2025년 7월 4일 ~ 7월 6일)
- 박명수 - 펀펀라디오 (2006년 4월 24일 ~ 2007년 10월 14일), 두시의 데이트 (2008년 4월 21일 ~ 2010년 10월 17일)
- 박미선 - 정오의 희망곡 (이경규/박미선, 1991년 4월 1일 ~ 하차 시기 미상)
- 박미숙 - FM 영화음악 (1987년 10월 ~ 1988년 10월)
- 박소현 - FM 데이트 (1994년 10월 10일 ~ 1996년 9월 30일)
- 박소현 - 올 댓 뮤직 (2004년 4월 27일 ~ 2005년 4월 24일), 뮤직스트리트 3부 (2005년 4월 25일 ~ 10월 23일), 클래식 공감 (2008년 ~ 2009년, 2011년 10월 28일 ~ 2012년 10월 22일)
- 박원 - 세상을 여는 아침 (2012년 1월 31일 ~ 2012년 7월 22일, 문화방송 파업 기간)
- 박원웅 - 밤의 디스크쇼 (1971년), 박원웅과 함께 (1974년 10월 1일 ~ 1987년 9월 30일), FM 골든디스크 (1991년 4월 1일 ~ 1993년 10월 10일)
- 박인희 - 박인희와 함께 (1977년)
- 박지윤 - FM 데이트 (2015년 11월 16일 ~ 2016년 9월 25일)
- 박찬호 - 브런치카페 (2025년 6월 30일)
- 박창현 - Before Sunrise (2018년 2월 5일 ~ 2018년 10월 8일)
- 박하선 - FM 영화음악 (2019년 9월 2일 ~ 9월 29일)
- 박혜진 - FM 영화음악 (2012년 7월 25일 ~ 2013년 3월 24일)
- 방현주 - FM모닝쇼 (2000년 10월 30일 ~ 2003년 4월 13일)
- 방희덕 - 음악과 인생 (1987년)
- 배순탁 - 배순탁의 B side (2020년 11월 17일 ~ 2023년 11월 18일)
- 배유정 - FM 영화음악 (1995년 4월 1일 ~ 1998년 가을)
- 백형두 - FM 아침의 행진 (1970년대 ~ 1987년 10월)
- 봉태규 - 봉태규 스타일 (2004년 4월 27일 ~ 10월 24일)
- 붐 - 펀펀라디오 (2007년 10월 15일 ~ 2008년 4월 6일), 두시의 데이트 (주말 진행자였으나 가을 개편 때 하차, 2008년)
- 서경석 - FM은 내 친구 (1995년)
- 서유석 - 정오의 희망곡 (1977년 6월 12일 ~ 하차 시기 미상)
- 서세원 - FM은 내 친구, 금주의 FM 인기가요 (1991년)
- 서현진 - 세상을 여는 아침 (2005년 10월 24일 ~ 2007년 10월 14일), 
굿모닝FM (2007년 10월 15일 ~ 2008년 10월 12일, 2012년 10월 22일 ~ 2013년 9월 1일)
- 손석희 - 정오의 희망곡 (1989년 4월 ~ 10월), 젊음의 음악캠프 (1986년 11월 ~ 하차 시기 미상), 손석희가 여는 아침 (1994년 10월 10일 ~ 하차 시기 미상)
- 성시경 - 푸른밤 (2005년 10월 25일 ~ 2008년 5월 12일), FM 음악도시 (2011년 6월 1일 ~ 2014년 4월 13일)
- 성시완 - 밤의 디스크쇼 (1981년 7월 24일 ~ 1990년 4월 15일)
- 손창민 - FM모닝쇼 (1988년 10월 24일 ~ 1989년 4월 9일)
- 송기철 - 월드뮤직 (2001년 10월 15일 ~ 2004년 4월 26일)
- 송도순 - 정오의 희망곡
- 송백경 - 더블 임팩트 (2002년 4월 ~ 2003년 4월)
- 송채환 - 음악살롱 (1995년)
- 쉐인 피터슨 - 김경화, 쉐인의 오키도키 (2002년 10월 1일 ~ 2003년)
- 스윗 소로우 - 푸른밤 (2008년 5월 13일 ~ 6월 2일), 정오의 희망곡 (2011년 10월 24일 ~ 2012년 10월 21일), 오후의 발견 (2012년 10월 22일 ~ 2013년 9월 1일)
- 신동호 - FM모닝쇼 (1997년 4월 7일 ~ 2000년 10월 29일)
- 신성우 - 밤의 디스크쇼
- 신애라 - 정오의 희망곡 (1997년 10월 1일 ~ 하차 시기 미상)
- 신해철 - 밤의 디스크쇼 (1990년 ~ 1991년 10월), FM 음악도시 (1996년 4월 2일 ~ 1997년 10월 1일), 
고스트네이션 (FM4U에서 표준FM으로 이관함, 2003년 10월 20일 ~ 2005년 4월 24일), 고스트스테이션 (2011년 5월 9일 ~ 2012년 10월 22일)
- 신혜림 - 신혜림의 JUST POP (2019년 4월 1일 ~ 2023년 11월 20일)
- 심현보 - 오늘아침 (2011년 10월 24일 ~ 2012년 10월 21일), 꿈꾸는 라디오 (2011년 5월 9일 ~ 31일)
- 써니 - FM 데이트 (2014년 5월 12일 ~ 2015년 11월 15일)
- 아이유 - 친한친구 (2010년 4월 26일 ~ 5월 9일)
- 안영미 - 두시의 데이트 (2019년 9월 30일 ~ 2023년 4월 16일)
- 알렉스 - 푸른밤 (2008년 6월 3일 ~ 2009년 4월 13일)
- 안숙진 - 정오의 희망곡 (이상벽/안숙진: 1986년 11월 ~ 하차 시기 미상, 유인촌/안숙진: 1988년 10월 24일 ~ 1989년 4월)
- 안주희 - 세상을 여는 아침 (2022년 3월 28일 ~ 2025년 5월 11일)
- 양요섭 - 꿈꾸는 라디오 (2018년 4월 9일 ~ 2019년 1월 6일)
- 양희경 - 가요응접실 (1989년 10월 ~ 1992년)
- 영재 - 친한친구 (2022년 3월 22일 ~ 2024년 11월 22일)
- 엄정행 - 엄정행입니다
- 오미희 - 가요응접실 (1997년)
- 오상진 - 굿모닝FM (2009년 4월 13일 ~ 2011년 5월 8일)
- 오영제 - FM 영화음악 (1970년대)
- 오욱철 - FM은 내 친구 (시작 시기 미상 ~ 1995년 4월)
- 오현경 - FM은 내 친구 (시작 시기 미상 ~ 1995년 4월)
- 옥상달빛 - 푸른밤 옥상달빛입니다 (2018년 10월 8일 ~ 2023년 11월 18일)
- 유상무 - 옹달샘과 꿈꾸는 라디오 (2010년 10월 18일 ~ 2011년 5월 8일)
- 유세윤 - 옹달샘과 꿈꾸는 라디오 (2010년 10월 18일 ~ 2011년 5월 8일), 유세윤과 뮤지의 친한친구 (2012년 10월 22일 ~ 2013년 3월 24일)
- 유열 - 젊음의 음악캠프 (1988년 4월 ~ 1989년 10월), FM모닝쇼 (1991년 10월 ~ 1993년 3월 31일)
- 유인촌 - FM모닝쇼 (1988년 4월 ~ 10월), 정오의 희망곡 (유인촌/안숙진, 1988년 10월 24일 ~ 1989년 4월)
- 유희열 - FM 음악도시 (1997년 10월 2일 ~ 2001년 4월 8일), All That Music (2002년 10월 1일 ~ 2004년 4월 26일)
- 윤건 - 꿈꾸는 라디오 (2009년 6월 15일 ~ 11월 1일)
- 윤도현 - 두시의 데이트 (2000년 10월 16일 ~ 2003년 4월 13일, 2010년 10월 18일 ~ 2011년 10월 23일), 4시엔 윤도현입니다 (2022년 5월 30일 ~ 2024년 9월 22일)
- 윤두준 - 친한친구 (2010년 4월 26일 ~ 5월 9일)
- 윤종신 - 자유지대 (1999년 4월 1일 ~ 1999년 10월), 두시의 데이트 (2003년 4월 14일 ~ 2008년 4월 6일)
- 윤형주 - 한 밤의 데이트 (1981년 4월 1일 ~ 하차 시기 미상)
- 은지원 - 친한친구 (2003년 10월 20일 ~ 2004년 4월 25일)
- 이경규 - 정오의 희망곡 (이경규/박미선, 1991년 4월 1일 ~ 하차 시기 미상)
- 이경애 - 가요응접실 (1993년)
- 이경자 - 0시의 데이트 (1984년 10월 ~ 1985년 4월)
- 이동건 - 클릭! 1020 (2000년 10월 16일 ~ 2001년)
- 이동진 - 푸른밤 (2017년 4월 3일 ~ 2018년 9월 21일)
- 이루마 - FM 골든디스크 (2012년 10월 22일 ~ 2019년 3월 31일)
- 이상벽 - 정오의 희망곡 (이상벽/안숙진, 1986년 11월 ~ 하차 시기 미상)
- 이상은 - FM은 내친구 (1989년 4월 ~ 하차 시기 미상), 밤의 디스크쇼 (1990년 4월 16일 ~ 하차 시기 미상), FM 골든디스크 (2010년 ~ 2012년 10월 21일)
- 이선영 - 명곡의 오솔길 (1987년 10월 ~ 하차 시기 미상), FM 콘서트 홀 (1990년 4월 16일 ~ 하차 시기 미상)
- 이선주 - 정오의 희망곡
- 이성배 - 세상을 여는 아침 (2012년 7월 23일 ~ 2012년 10월 21일), 비포 선라이즈 (2014년 11월 17일 ~ 2015년 11월 17일)
- 이석훈 - 브런치카페 (2022년 3월 28일 ~ 2025년 5월 25일)
- 이소라 - 밤의 디스크쇼 (1997년 4월 7일 ~ 1998년 10월 11일), 정오의 희망곡 (1998년 12월 21일 ~ 1999년 1월 10일), FM 음악도시 (2001년 4월 9일 ~ 2006년 4월 23일), 오후의 발견 (2008년 4월 7일 ~ 2009년 4월 12일)
- 이수만 - 팝스투나잇 (1988년), 젊음의 음악캠프 (1987년 ~ 1990년 3월 18일)
- 이승연 - FM 데이트 (1992년 11월 2일 ~ 1993년 10월 10일)
- 이영현 - 정오의 희망곡 (1995년 10월 9일 ~ 1996년 3월 31일)
- 이은경 - FM 히트퍼레이드 (1986년 11월 ~ 하차 시기 미상), 추억의 인기가요 (시작 시기 미상 ~ 1988년 10월 23일)
- 이의정 - 정오의 희망곡 (1997년 9월 1일 ~ 30일), FM 데이트 (1997년 10월 1일 ~ 1999년)
- 이자람 - 뮤직스트리트 1부 (2005년 4월 25일 ~ 2006년 4월 24일)
- 이재은 - 세상을 여는 아침 (2014년 11월 17일 ~ 2018년 2월 4일)
- 이적 - FM 플러스 (2000년 ~ 2000년 10월 16일)
- 이정현 - 클릭! 1020 (2000년 ~ 2000년 10월 15일)
- 이종환 - 밤의 디스크쇼 (1981년 4월 ~ 1989년), FM모닝쇼 (이종환/장미화, 1997년), 음악살롱 (1997년 10월 ~ 하차 시기 미상, 2002년 3월 ~ 하차 시기 미상), 음악세상 (2001년 ~ 2003년)
- 이주연 - FM 영화음악 (2001년 4월 9일 ~ 2002년), 이주연의 영화음악 (2008년 4월 7일 ~ 2012년 7월 25일, 2013년 12월 3일 ~ 2018년 4월 8일), 뮤직스트리트 1부 - 영화음악 (2006년 10월 30일 ~ 2008년 4월 6일)
- 이진 - 굿모닝FM (2011년 5월 9일 ~ 2012년 10월 21일), 세상을 여는 아침 (2013년 9월 2일 ~ 2014년 11월 16일)
- 이지혜 - 굿모닝FM (2018년 2월 5일 ~ 2018년 3월 4일), 오후의 발견 (2018년 10월 8일 ~ 2022년 5월 15일)
- 이택림 - FM 아침의 행진 (1987년 10월 ~ 1988년 3월 31일)
- 이현경 - 살며 노래하며 (1990년)
- 이현우 - FM 플러스 (2000년 ~ 2001년)
- 이홍렬 - FM은 내 친구 (1995년 4월 ~ 10월)
- 이휘재 - FM은 내 친구 (1994년)
- 임국희 - 팝스퍼레이드 (1981년 4월 1일 ~ 1988년 10월 23일), FM 영화음악 (1988년 10월 ~ 하차 시기 미상)
- 임예진 - 정오의 희망곡
- 임준식 - 클래식 공감
- 자이언티 - 브런치카페 (2025년 7월 1일 ~ 7월 2일)
- 장동민 - 옹달샘과 꿈꾸는 라디오 (2010년 10월 18일 ~ 2011년 5월 8일)
- 장동윤 - 브런치카페 (2025년 5월 26일 ~ 6월 8일)
- 장미화 - FM모닝쇼 (이종환/장미화, 1997년)
- 장성규 - 굿모닝FM (2019년 9월 30일 ~ 2023년 4월 21일)
- 장윤주 - 오늘아침 (2011년 4월 1일 ~ 10월 23일)
- 재재 - 두시의 데이트 재재입니다 (2023년 5월 29일 ~ 2024년 6월 2일)
- 전영록 - 전영록음악실, 젊음의 음악캠프
- 전종환 - 뮤직스트리트 (2009년 4월 14일 ~ 2011년 5월 9일)
- 전주현 - 굿모닝FM (2012년 1월 30일 ~ 7월 22일, 문화방송 파업 기간)
- 전현무 - 굿모닝FM (2013년 9월 2일 ~ 2016년 5월 29일)
- 전효성 - 꿈꾸는 라디오 (2020년 5월 11일 ~ 2022년 1월 2일)
- 정보영 - 나의 음악실 (1991년), 음악의 산책 (1992년)
- 정선희 - 정오의 희망곡 (2003년 11월 28일 ~ 2008년 9월)
- 정승환 - 음악의 숲 정승환입니다 (2018년 4월 9일 ~ 2020년 5월 10일)
- 정엽 - 푸른밤 (2010년 10월 19일 ~ 2014년 2월 3일)
- 정유미 - FM 데이트 (2016년 9월 26일 ~ 2018년 4월 8일)
- 정은임 - FM 영화음악 (1992년 11월 ~ 1995년 4월 1일, 2003년 10월 20일 ~ 2004년 4월 26일)
- 정은채 - FM 영화음악 (2018년 4월 9일 ~ 6월 3일, 2019년 2월 1일 ~ 9월 1일)
- 정준영 - 로이킴, 정준영의 친한친구 (2013년 5월 6일 ~ 8월 18일) / 정준영의 친한친구 (2013년 8월 19일 ~ 9월 1일)
- 정지영 - 오늘아침 정지영입니다 (2012년 10월 22일 ~ 2024년 12월 22일)
- 정혜정 - 음악이 흐르는 밤에 (1989년)
- 젝스키스 - FM 플러스 (1999년 10월 ~ 2000년 4월)
- 조용필 - 나이트 쇼 (1991년 10월 ~ 1992년)
- 조일수 - FM 영화음악 (시작 시기 미상 ~ 1992년 11월 1일)
- 조정린 - 김상혁, 조정린의 친한친구 (2004년 4월 26일 ~ 2005년 4월 24일) / 타블로, 조정린의 친한친구 (2005년 4월 25일 ~ 2007년 4월 29일) / 강인, 조정린의 친한친구 (2007년 4월 30일 ~ 2008년 4월 6일)
- 조정선 - 레트로팝스 (2020년 4월 15일 ~ 2020년 11월 14일)
- 종현 - 푸른밤 (2014년 2월 3일 ~ 2017년 4월 2일)
- 주병진 - 두시의 데이트 (1995년 4월 1일 ~ 1996년)
- 주영훈 - 두시의 데이트 (2011년 ~ 2013년)
- 주헌, 형원 - 아이돌 라디오 시즌 2 (2021년 8월 9일 ~ 2022년 9월 11일)
- 지석진 - 굿모닝FM (2007년 4월 23일 ~ 2007년 10월 17일), 두시의 데이트 (2016년 9월 26일 ~ 2019년 9월 29일)
- 차예린 - 비포 선라이즈, SONG4U (2014년 11월 18일 ~ 2015년 11월 16일)
- 최명길 - 0시의 데이트 (1987년 10월 ~ 1989년), 음악살롱 (1992년 4월 6일 ~ 1995년 4월 23일), 가요응접실 (2003년 4월 ~ 2005년 4월)
- 최병서 - 가요응접실 (1989년 4월 ~ 하차 시기 미상)
- 최우철 - 가정음악실 (1981년)
- 최윤영 - FM 영화음악 (2002년 4월 ~ 2003년 10월 19일)
- 최은경 - 음악동네 (2009년 4월 20일 ~ 2010년 7월 4일)
- 최재혁 - 최재혁이 여는 아침 (시작 시기 미상 ~ 1997년 9월 30일)
- 최정훈 - 브런치카페 (2025년 7월 3일)
- 최진실 - 0시의 데이트
- 최현정 - 세상을 여는 아침 (2008년 ~ 2011년), 하이파이브 최현정입니다 (2011년 5월 9일 ~ 2012년 1월 29일)
- 캔 - FM Top 40, FM 플러스 (2001년)
- 타블로 - 타블로, 조정린의 친한친구 (2005년 4월 25일 ~ 2007년 4월 29일), 꿈꾸는 라디오 (2008년 4월 7일 ~ 2009년 6월 14일, 2014년 4월 21일 ~ 2015년 11월 14일)
- 태연 - 강인, 태연의 친한친구 (2008년 4월 7일 ~ 2009년 4월 19일) / 태연의 친한친구 (2009년 4월 20일 ~ 2010년 4월 25일)
- 하동균 - 라디오 데이즈 (뮤직스트리트 3부에서 변경, 2008년 4월 7일 ~ 2009년 4월 19일)
- 하희라 - 0시의 데이트 (1991년)
- 한경애 - 영화음악 (1981년 10월 ~ 하차 시기 미상)
- 한동준 - 두시의 데이트 (1996년)
- 한예리 - FM 영화음악 한예리입니다 (2018년 6월 4일 ~ 2019년 1월 31일)
- 한재희 PD - 뮤직스트리트 2부 (2005년 4월 26일 ~ 2006년 4월 24일)
- 허수경 - 정오의 희망곡 (1994년 10월 10일 ~ 1997년 8월 31일), 음악동네 (2011년 10월 24일 ~ 2012년 10월 21일)
- 허윤정 - 0시의 데이트 (1987년 4월 1일 ~ 10월)
- 허일후 - 하이파이브 (2009년 4월 20일 ~ 2011년 5월 8일), 세상을 여는 아침 (2007년 10월 22일 ~ 2008년 10월 12일, 2011년 5월 9일 ~ 2012년 1월 30일), 비포 선라이즈 (2015년 11월 17일 ~ 2018년 2월 4일)
- 현영 - 현영의 뮤직파티 (2009년 4월 20일 ~ 2010년 10월 17일), 정오의 희망곡 (2010년 10월 18일 ~ 2011년 10월 23일)
- 호란 - 뮤직스트리트 1부 (2006년 4월 25일 ~ 10월 29일), 2부 (2006년 4월 25일 ~ 2007년 4월 22일)
- 홍은철 - FM 영화음악 (1998년 ~ 2002년 4월)
- 홍은희 - 음악동네 (2010년 7월 5일 ~ 2011년 10월 23일)
- 홍중, 윤호 - 아이돌 라디오 시즌 3 (2022년 9월 17일 ~ 2024년 2월 17일)
- 황성호 - FM 콘서트홀 (1989년 10월 ~ 1990년 4월 16일)
- 황우창 - 뮤직스트리트 3부 (2006년 4월 25일 ~ 2008년 4월 6일)
- 황인용 - FM모닝쇼 (1995년 ~ 1997년 4월)

## 주파수
| 방송국                 | 호출부호 | 송신소명      | 주파수     | 출력   | 송신소 위치                                   |
| ---------------------- | -------- | ------------- | ---------- | ------ | --------------------------------------------- |
| 문화방송               | HLKV-FM  | 관악산 송신소 | FM 91.9㎒  | 10㎾   | 경기도 안양시 동안구 비산동 산3-1             |
| 춘천문화방송           | HLAN-FM  | 대룡산 송신소 | FM 94.5㎒  | 3㎾    | 강원특별자치도 춘천시 동내면 고은리 산1-2     |
| 춘천문화방송           | HLAN-FM  | 대암산 중계소 | FM 98.3㎒  | 0.5㎾  | 강원특별자치도 인제군 서화면 서흥리 산170     |
| 춘천문화방송           | HLAN-FM  | 철원 중계소   | FM 98.3㎒  | 0.09㎾ | 강원특별자치도 철원군 갈말읍 내대리 산12-1    |
| 원주문화방송           | HLSB-FM  | 백운산 송신소 | FM 98.9㎒  | 3㎾    | 강원특별자치도 원주시 판부면 서곡리 산166     |
| MBC강원영동 강릉방송국 | HLAF-FM  | 괘방산 송신소 | FM 94.3㎒  | 5㎾    | 강원특별자치도 강릉시 강동면 정동진리 산19-1  |
| MBC강원영동 강릉방송국 | HLAF-FM  | 양양 중계소   | FM 90.7㎒  | 0.09㎾ | 강원특별자치도 양양군 손양면 상왕도리 산158-4 |
| MBC강원영동 강릉방송국 | HLAF-FM  | 오봉산 중계소 | FM 96.9㎒  | 0.1㎾  | 강원특별자치도 고성군 죽왕면 오봉리 산56-1    |
| MBC강원영동 삼척방송국 | HLAQ-FM  | 초록봉 송신소 | FM 99.9㎒  | 1㎾    | 강원특별자치도 동해시 비천동 산243-2          |
| MBC강원영동 삼척방송국 | HLAQ-FM  | 함백산 중계소 | FM 98.1㎒  | 3㎾    | 강원특별자치도 태백시 상장동 산176-1          |
| 대전문화방송           | HLCQ-FM  | 식장산 송신소 | FM 97.5㎒  | 5㎾    | 대전광역시 동구 세천동 산603-1                |
| MBC충북 청주방송국     | HLAX-FM  | 우암산 송신소 | FM 99.7㎒  | 1㎾    | 충청북도 청주시 상당구 수동 산2-1             |
| MBC충북 충주방송국     | HLAO-FM  | 가엽산 송신소 | FM 88.7㎒  | 3㎾    | 충청북도 음성군 음성읍 용산리 산11-4          |
| MBC충북 충주방송국     | HLAO-FM  | 용두산 중계소 | FM 102.3㎒ | 500W   | 충청북도 제천시 신월동 산39-30                |
| 전주문화방송           | HLCX-FM  | 모악산 송신소 | FM 99.1㎒  | 5㎾    | 전북특별자치도 김제시 금산면 금산리 산1       |
| 광주문화방송           | HLCN-FM  | 무등산 송신소 | FM 91.5㎒  | 5㎾    | 광주광역시 북구 금곡동 산1-1                  |
| 광주문화방송           | HLCN-FM  | 노고단 중계소 | FM 95.1㎒  | 1㎾    | 전라남도 구례군 산동면 좌사리 산110-2         |
| 목포문화방송           | HLAM-FM  | 양을산 송신소 | FM 102.3㎒ | 1㎾    | 전라남도 목포시 상동 산55-2                   |
| 여수문화방송           | HLAT-FM  | 구봉산 송신소 | FM 98.3㎒  | 2㎾    | 전라남도 여수시 국동 산 17-1                  |
| 대구문화방송           | HLCT-FM  | 팔공산 송신소 | FM 95.3㎒  | 5㎾    | 경상북도 영천시 신녕면 치산리 산141-5         |
| 안동문화방송           | HLAW-FM  | 학가산 송신소 | FM 91.3㎒  | 3㎾    | 경상북도 안동시 북후면 신전리 산69            |
| 포항문화방송           | HLAV-FM  | 도음산 송신소 | FM 97.9㎒  | 3㎾    | 경상북도 포항시 북구 흥해읍 대련리 1104-1     |
| 포항문화방송           | HLAV-FM  | 현종산 중계소 | FM 94.9㎒  | 1㎾    | 경상북도 울진군 원남면 덕신리 산64-4          |
| 포항문화방송           | HLAV-FM  | 삼각산 중계소 | FM 90.9㎒  | 0.25㎾ | 경상북도 울릉군 울릉읍 사동리 산29-1          |
| 부산문화방송           | HLKU-FM  | 황령산 송신소 | FM 88.9㎒  | 5㎾    | 부산광역시 부산진구 전포1동 산50-1            |
| 울산문화방송           | HLAU-FM  | 무룡산 송신소 | FM 98.7㎒  | 3㎾    | 울산광역시 북구 연암동 산1-5                  |
| MBC경남 창원방송       | HLAP-FM  | 불모산 송신소 | FM 100.5㎒ | 1㎾    | 경상남도 창원시 성산구 천선동 산213-8         |
| MBC경남 진주방송       | HLAK-FM  | 망진산 송신소 | FM 97.7㎒  | 1㎾    | 경상남도 진주시 망경동 631                    |
| MBC경남 진주방송       | HLAK-FM  | 감악산 중계소 | FM 96.1㎒  | 3㎾    | 경상남도 거창군 남상면 무촌리 13              |
| 제주문화방송           | HLAJ-FM  | 견월악 송신소 | FM 90.1㎒  | 1㎾    | 제주특별자치도 제주시 봉개동 산78-1           |
| 제주문화방송           | HLAJ-FM  | 삼매봉 중계소 | FM 102.9㎒ | 3㎾    | 제주특별자치도 서귀포시 서홍동 822-1          |
| 제주문화방송           | HLAJ-FM  | 금악 중계소   | FM 102.5㎒ | 3㎾    | 제주특별자치도 제주시 한림면 금악리 산1-2     |

## 로고송
- 1970년대부터 2001년까지 남자 혹은 여자 아나운서가 "MBC FM"이라는 멘트가 사용되었다. 시보 전 광고가 시작할 때 사용되었으며 각각 1부에서 2부 혹은 3부에서 4부로 넘어가는 광고 시작을 알릴 때에는 "문화방송입니다" 멘트가 사용되었다.
- 2001년 MBC FM4U로 명칭을 개정한 이후 현재까지 TULA가 부른 1가지 버전과 신원 미상의 여자 아카펠라 그룹이 부른 2가지 버전, 가수 나윤선이 부른 1가지 버전이 사용되고 있다.
  - 1부에서 2부 혹은 3부에서 4부로 넘어가는 광고 시작을 알릴 때에는 첫 음악을 MBC FM4U를 사용하고 광고 종료를 알릴 때에는 즐거운 MBC (FM) 상쾌한 MBC (4U) 언제나 우리 함께 해 MBC FM4U 나 반가운 친구 MBC 문화방송 등 지역국에서 넣거나FM4U [방송국 주파수]나 FM4U 스탑 스탑 스탑 [방송국 주파수] (내레이션 : 방송국 영어 주파수)[11]가 나타난다. 57분 교통정보 이후 시보 전 광고가 시작할 때 MBC FM4U[12]가 나타난다. 시보 후에는 MBC FM4U가 사용되고, 그 후 정시 안내음이 울린다.
- 2022년 MBC 라디오의 방송 체계 변경으로 사용 빈도에 변화가 생겼다.
  - 우선 TULA가 부른 1가지 버전과 신원 미상의 여자 아카펠라 그룹이 부른 2가지 버전 중 하나 외에는 전부 사용하지 않게 됐으며 시보 전 광고와 시각고지 후는 변화가 없지만 더 이상 광고 종료를 알릴 때 FM4U [방송국 주파수]나 FM4U 스탑 스탑 스탑 [방송국 주파수] (내레이션 : 방송국 영어 주파수)를 넣지 않고 "지금 시각은 몇 시 30분입니다" 멘트를 넣어 추가하였다.

## 제공 시보
- 삼성전자 (08시, 09시 시보 제공)
- MBC 라디오 로고송 (00시~07시, 10시~23시 시보 제공)

## 역대 시보 멘트
- 1980년에는 '새 시대를 앞서가는 여러분의 문화방송입니다. HLKV-FM', '언제 어디서나 여러분과 함께하는 문화방송입니다. HLKV-FM' 멘트가 사용되었다.
- 1980년대에는 음악을 배경으로 시보가 사용되었다. 또 '건강한 라디오 문화방송입니다. HLKV MBC-FM'멘트가 사용되었다.
- 1990년대에는 '91.9㎒ 문화방송입니다.'가 사용되었고 '(광고) 제공 시보 몇 시를 알려드립니다.'가 사용되었다.
- 2001년부터 2010년 10월 17일까지 '(주파수) 여러분의 문화방송입니다.'가 사용되었다. 현재까지 여성 아카펠라 그룹이 부르는 'MBC FM4U' 로고송이 나오고 시보음이 울린다. 그 이전에는 한때 MBC 뉴스데스크에 사용된 적이 있었고 현재에도 쓰이고 있는 MBC 표준FM과 동일한 시보음을 사용하였다.
- 2010년 10월 18일부터 현재까지 호출부호가 추가되어 다시 사용 중이다.
- 2014년 6월 1일 이후에 서울 MBC FM4U는 'FM 91.9㎒ MBC FM4U입니다. HLKV'로 멘트가 변경되었다.
- 2022년 11월 1일부터 수도권을 포함한 다수의 지역국에서 MBC AM 방송 휴지 및 호출부호 반납을 대비해 -FM을 다시 추가하여 사용 중이다.[13]

## 시보음
1961년 12월 2일 개국하여, 정각 시보음을 도입하였다. 당시에는 표준 정각 2초 전에 삐-삐-땡 소리가 울리는 형식이었으며, 이러한 방식은 1982년 9월 추동계 프로 개편 시점까지 지속되었다.
1982년 9월 추동계 프로 개편을 계기로 새로운 멜로디 시보음이 도입되었으며, 이에 따라 전체적인 분위기와 구성에도 변화가 이루어졌다.
1995년 8월에는 광복 50주년을 기념하여 자체 제작한 멜로디 시보음으로 다시 한 번 변화가 이루어졌다. 이 시기 MBC는 광복절의 의미를 되새길 수 있도록 시보음을 새로운 형태로 재구성하여 청취자들에게 선보였다.
2001년에는 여성 아카펠라 그룹이 부른 'MBC FM4U' 로고송이 시보음으로 사용되기 시작하였으며, 이와 함께 기존의 MBC 표준FM에서는 기존 멜로디 시보음이 유지되었다.

## 전국 시보 멘트
- FM 91.9MHz MBC FM4U입니다. HLKV-FM
- FM 94.5, 98.3MHz 여러분의 춘천문화방송입니다. HLAN, MBC-FM
- FM 98.9MHz 원주문화방송입니다. HLSB-FM
- FM 94.3MHz MBC강원영동입니다. HLAF. MBC강원영동-FM
- FM 99.9MHz MBC강원영동 FM4U입니다. HLAQ-FM
- FM 97.5MHz 여러분의 대전문화방송입니다. HLCQ, MBC-FM
- FM 99.7MHz MBC충북 FM4U입니다. HLAX-FM (청주)
- FM 88.7MHz MBC충북 FM4U입니다. HLAO-FM (충주)
- FM 88.9MHz 부산MBC FM4U입니다. HLKU-FM
- 98.7MHz 울산MBC FM방송입니다. HLAU, MBC-FM
- 100.5MHz MBC경남 창원FM방송입니다. HLAP-FM
- FM 97.7MHz MBC경남 진주 제2FM입니다. HLAK-FM
- 95.3MHz 여러분의 대구문화방송입니다. HLCT-FM
- FM 97.9MHz, 울진 94.9MHz 포항MBC FM4U입니다. HLAV-FM
- FM 91.3MHz 여러분의 안동문화제2FM방송입니다. HLAW-FM
- FM 91.5MHz 광주MBC FM4U입니다. HLCN-FM
- FM 102.3MHz 목포MBC FM4U입니다. HLAM-FM
- FM 98.3MHz HLAT-FM 여수MBC FM4U입니다.
- 99.1MHz 여러분의 전주문화방송입니다. HLCX
- 제주시 90.1, 서귀포시 102.9MHz 제주MBC FM4U입니다. HLAJ-FM

## 각종 행사/특집

### MBC FM4U 여름 음악 페스티벌
1984년부터 시작된 행사로 매년 여름 휴가철을 즈음하여 열리는 MBC FM4U의 행사이며, 서울특별시 성동구 한양대학교 노천극장에서 매년 열리고 있는 행사이다.
2009년도 MBC FM4U 여름 음악 페스티벌은 8월 6일부터 7일까지 이틀간 진행되었다.
첫째 날 2009년 8월 6일에는 '난리법석 빨강'이라는 주제로 배철수의 진행하에 김장훈, 에픽하이, 은지원, 드렁큰 타이거, 윤미래, 크라잉넛, 장기하와 얼굴들이 출연하였으며,
둘째 날 8월 7일에는 '두근두근 파랑'이라는 주제로 윤종신과 문지애가 진행하며, 휘성, 클래지콰이, 박지윤, 김범수, 윤건, 소녀시대, 쿨이 출연하였다.
2010년도 MBC FM4U 여름 음악 페스티벌은 2010년 8월 6일부터 8월 7일까지 이틀간 진행하였다.
첫째 날 2010년 8월 6일에는 '하하夏'라는 이름의 컨셉으로 노홍철의 진행 하에 이승환, 싸이, 뜨거운 감자, 부가킹즈, 하하, 다비치가 출연하였으며,
둘째 날 8월 7일에는 '호호好'라는 이름의 컨셉으로 박명수의 진행하에 윤종신, 이소라, 정엽, 페퍼톤스, 2AM, 정인, 리쌍, 아이유가 출연하였다.
실황은 8월 12일 오후 8시와 8월 13일 오후 10시에 전국에 방송되었다.
2011년 MBC FM4U 여름 음악 페스티벌은 2011년 8월 18일부터 동년 8월 20일까지 3일간 진행되었다. 각 공연일자마다 관람객을 따로 뽑았다.
8월 18일 첫째 날은 "끌림"이라는 주제로 가수 성시경이 진행하였으며, 이승환, 장혜진, 김현철, 스윗 소로우, 버블시스터즈, 심현보, 이한철, 정지찬이 출연하였다. 이날 공연은 8월 25일 오후 10시에 전국에 방송되었다.
8월 19일 둘째 날은 "떨림"이라는 주제로 가수 정엽이 진행하였으며, 휘성, 김태우, 마이티마우스, 크라잉넛, 알렉스, W & Whale, 브로콜리 너마저, 포맨, 이영현이 출연했다. 이날 공연은 8월 26일 오후 8시에 전국에 방송되었다.
2011년 8월 20일 셋째 날은 "울림"이라는 주제로 가수 윤도현이 진행하였으며, YB, 장기하와 얼굴들, 노브레인, 킹스턴 루디스카, 리쌍, 정인, 김조한, 체리필터가 출연하였다. 이 날 공연은 8월 27일 오후 2시에 전국에 방송되었다.

### MBC FM4U 패밀리 데이
MBC 창사기념일(12월 2일) 즈음 실시하는 MBC FM4U의 행사이다. MBC FM4U의 모든 프로그램을 12월 첫째 주 월요일 하루만 DJ들이 바꿔서 진행하는 행사이다.
2010년에 한하여 MBC 표준FM의 일부 프로그램도 참여하였다(심심타파).
2003년에는 12월이 아닌 6월에 오전 7시부터 다음 날 오전 2시까지 진행되었으며, 2011년에는 기존 방식 대신 창사기념일 당일날인 12월 2일에 오전 9시부터 다음 날 오전 2시까지 오픈 스튜디오 형식으로 진행되었다.
2015년에는 12월 1일에 오전 7시 프로그램인 굿모닝FM부터 오후 10시 프로그램인 꿈꾸는 라디오까지만 한해 패밀리 데이를 시행하였으며, 보이는 라디오 및 생방송으로 진행되었다.
2016년에도 2015년과 마찬가지로 12월 1일에 오전 7시 프로그램인 굿모닝FM부터 오후 10시 프로그램인 꿈꾸는 라디오까지 한해서만 패밀리 데이를 시행하였으며, 보이는 라디오 및 생방송으로 진행되었다.
2017년에는 MBC 파업의 후처리 문제 등으로 인해 진행되지 않았으나, 2018년 12월 3일에는 정상적으로 진행되었다.
2020년에는 12월 1일에 아침 5시 프로그램인 세상을 여는 아침부터 익일 새벽 3시 프로그램인 K팝 2000까지 패밀리 데이를 시행하였으며, 익일 새벽 1시까지 보이는 라디오 및 생방송으로 진행되었다. 패밀리 데이가 24시간 진행된 건 오랜만이다.

## 특이 사항
- 그리고 iMBC뿐만 아니라 네이버 나우(NOW)에서도 실시간 방송으로 청취가 가능하다.

## 같이 보기
- KBS 제1라디오
- KBS 제2라디오
- EBS FM
- CBS 음악FM
- BBS FM
- TBS FM
- YTN
- 시민방송
- 상생방송
- 방송대학TV